# Kolombo (dystrykt)
Dystrykt Kolombo (syng. කොළඹ දිස්ත්‍රික්කය, tamil. கொழும்பு மாவட்டம்) – jeden z dystryktów Sri Lanki, jego stolicą jest miasto Kolombo. W 2016, spośród wszystkich dystryktów, w Kolombo zanotowano największy średni dochód na gospodarstwo domowe.

## Geografia
Dystrykt położony jest na południowym zachodzie Sri Lanki i jego powierzchnia wynosi 699 km².

## Populacja
W 2012 dystrykt zamieszkiwało 2 309 809 osób. Miał on największą populację i gęstość zaludnienia na Sri Lance. Większość populacji stanowią Syngalezi.
| Jednostka podrzędna       | Mieszkańców | Gęstość zaludnienia |
| ------------------------- | ----------- | ------------------- |
| Kolombo                   | 318 048     | 17 669              |
| Dehiwala                  | 87 834      | 10 979              |
| Homagama                  | 236 179     | 1952                |
| Kaduwela                  | 252 057     | 2864                |
| Kesbewa                   | 244 062     | 3813                |
| Kolonnawa                 | 190 817     | 6815                |
| Maharagama                | 195 355     | 5141                |
| Moratuwa                  | 167 160     | 8358                |
| Padukka                   | 65 167      | 592                 |
| Ratmalana                 | 95 162      | 7320                |
| Seethawaka                | 113 477     | 757                 |
| Sri Jayawardenepura Kotte | 107 508     | 6324                |
| Thimbirigasyaya           | 236 983     | 9874                |
| Razem                     | 2 309 809   |                     |

## Wyznanie
| Rok  | Buddyzm   | Buddyzm | Islam   | Islam  | Chrześcijaństwo | Chrześcijaństwo | Hinduizm | Hinduizm | Inne  | Inne  |
| Rok  | Osób      | %       | Osób    | %      | Osób            | %               | Osób     | %        | Osób  | %     |
| ---- | --------- | ------- | ------- | ------ | --------------- | --------------- | -------- | -------- | ----- | ----- |
| 1981 | 1 196 964 | 70,44%  | 168 863 | 9,94%  | 200 545         | 11,80%          | 130 215  | 7,66%    | 2654  | 0,16% |
| 2001 | 1 578 248 | 70,10%  | 241 944 | 10,75% | 233 254         | 10,36%          | 194 743  | 8,65%    | 3085  | 0,14% |
| 2012 | 1 631 999 | 70,66%  | 271 719 | 11,76% | 220 711         | 9,56%           | 182 342  | 7,89%    | 3 038 | 0,13% |